# 施洛普郡旗

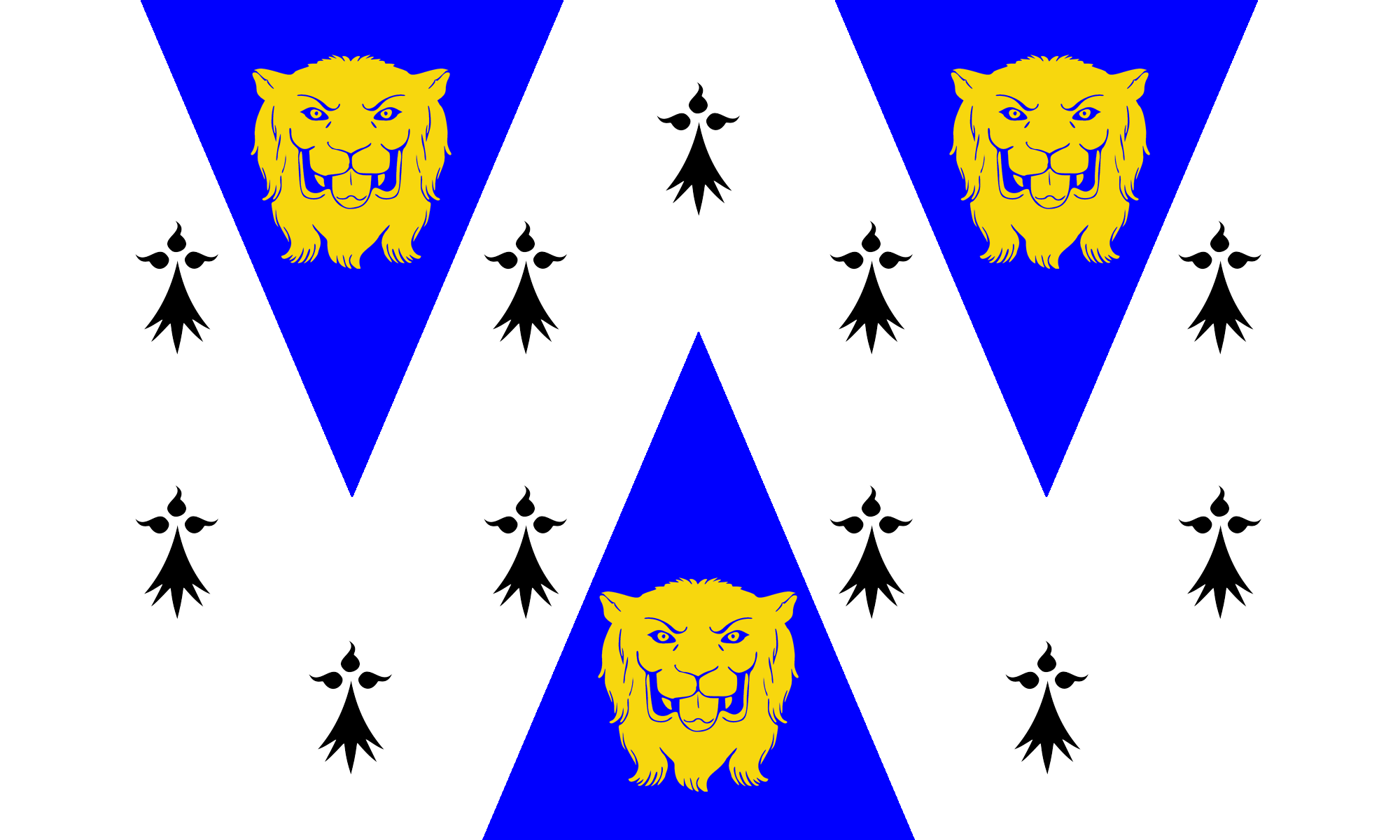
郡旗的變體

施洛普郡旗（Shropshire flag）是英國英格蘭施洛普郡的旗幟，自2012年3月開始使用。旗幟圖案為黃底，上有三個藍色三角形，三角形內有三個黃色豹頭。施洛普郡旗受到了施洛普郡議會旗幟的影響。施洛普郡議會旗於1895年開始使用，其樣式來自於施洛普郡當地的傳統圖案。